# Кирґессааре (волость)
Ки́рґессааре (ест. Kõrgessaare vald) — колишня волость в Естонії у складі повіту Гіюмаа.

## Географічні дані
Площа волості — 379,5 км2, чисельність населення на 1 січня 2013 року становила 1061 особу.
У волості розташовані озера Кірікулахт, Лехтма-Суур'ярв.

## Населені пункти
Адміністративний центр — селище Кирґессааре (ест. Kõrgessaare alevik).
До складу волості ще входили 58 сіл (ест. küla): Війта (Viita), Війтасоо (Viitasoo), Віліма (Vilima), Вілламаа (Villamaa), Гейґі (Heigi), Гейсте (Heiste), Гейстесоо (Heistesoo), Гірмусте (Hirmuste), Гюті (Hüti), Ізабелла (Isabella), Йиеранна (Jõeranna), Йиесуу (Jõesuu), Калана (Kalana), Калесте (Kaleste), Канапеексі (Kanapeeksi), Каусте (Kauste), Кідасте (Kidaste), Кідуспе (Kiduspe), Кійвера (Kiivera), Кодесте (Kodeste), Койдма (Koidma), Копа (Kopa), Курізу (Kurisu), Кипу (Kõpu), Лаазі (Laasi), Лаука (Lauka), Легтма (Lehtma), Лейґрі (Leigri), Лілбі (Lilbi), Луйдья (Luidja), Малвасте (Malvaste), Манґу (Mangu), Мардігансу (Mardihansu), Меелсте (Meelste), Метсакюла (Metsaküla), Мудасте (Mudaste), Мяґіпе (Mägipe), Напі (Napi), Нимме (Nõmme), Оґанді (Ogandi), Оякюла (Ojaküla), Отсте (Otste), Паллі (Palli), Паопе (Paope), Пігла (Pihla), Поама (Poama), Пускі (Puski), Рейґі (Reigi), Рісті (Risti), Роотсі (Rootsi), Сіґала (Sigala), Суурепсі (Suurepsi), Сууреранна (Suureranna), Сюллусте (Sülluste), Тагкуна (Tahkuna), Таммісту (Tammistu), Тігару (Tiharu), Юленді (Ülendi).

## Історія
30 жовтня 2013 року волость Кирґессааре була об'єднана з містом Кярдла, утворивши новий сільський муніципалітет — волость Гійу. Місто Кярдла після об'єднання втратило статус муніципалітету.